# JUBILEE
JUBILEE (JUBILEE?) è il secondo album della band visual kei giapponese Versailles. È stato pubblicato il 20 gennaio 2010 dalla Warner Music Japan.
Esistono due edizioni dell'album: una normale con custodia jewel case, ed una speciale in edizione limitata i cofanetto cartonato e DVD extra.
JUBILEE è il primo album realizzato dai Versailles senza il bassista Jasmine You, morto per malattia il 9 agosto 2009.

## Tracce
Dopo il titolo è indicata fra parentesi "()" la grafia originale del titolo.
1. God Palace -Method of Inheritance- (God Palace -Method of Inheritance-?) - 10:30
2. Ascendead Master (Ascendead Master?) - 5:48
3. Rosen Schwert (Rosen Schwert?) - 4:11
4. Ai to kanashimi no Nocturne (愛と哀しみのノクターン?) - 4:54
5. Amorphous (Amorphous?) - 5:09
6. Reminiscence (Reminiscence?) - 2:29
7. Catharsis (Catharsis?) - 6:06
8. The Umbrella of Glass (The Umbrella of Glass?) - 4:23
9. Gekkakō (月下香?) - 4:41
10. PRINCESS -Revival of church- (PRINCESS -Revival of church-?) - 8:16
11. Serenade (Serenade?) - 6:00
12. Sound in Gate (Sound in Gate?) - 2:36

### DVD
1. Ascendead Master (Ascendead Master?); videoclip
2. Serenade (Serenade?); videoclip
3. Making from Video Clips; making of

## Singoli
- 10/12/2008 - PRINCE & PRINCESS
- 24/06/2009 - ASCENDEAD MASTER

## Formazione
- KAMIJO - voce
- HIZAKI - prima chitarra, basso
- TERU - seconda chitarra
- YUKI - batteria